# Jackson Kelly

## Generale

La Jackson Kelly (versione con ponte fisso)

La Jackson Kelly è un modello di chitarra elettrica prodotto dalla Jackson Guitars.
La Jackson Kelly si ispira all'estetica della Gibson Explorer, ma è resa più "aggressiva" dalle forme più spigolose e slanciate.
Il modello nacque dall'idea del chitarrista Bradford Kelly, membro del gruppo musicale australiano metal Heaven, che però in quel periodo risiedeva a Los Angeles. Il chitarrista entrò in un "Custom Shop" della Charvel/Jackson in California e richiese la fabbricazione di un proprio modello. Egli, assieme al dipendente del marchio Mike Shannon, disegnò la Jackson "Kelly". Effettivamente, come tutte le chitarre Jackson, è uno strumento principalmente indicato per suonare heavy metal, e non si rivela così versatile come può essere la Gibson. Il modello venne reso popolare anche da Marty Friedman (Cacophony, Megadeth), anche se poi se ne ritirò l'uso.
Un modello particolare è la Jackson Kelly Star, una chitarra ad edizione limitata nata dall'unione del design di una Jackson King V e di una Jackson Kelly

## Modelli
Tutti i modelli sono a 24 tasti:
-Jackson Kelly Ke2: modello di punta del modello, con corpo in ontano e top in acero, manico in acero neck-trough body. Tastiera in ebano a curvatura variabile, segnatasti in madreperla e pickup Seymour Duncan (Jeff Beck al ponte e Jazz al manico), con floyd rose originale.
-Jackson Kelly KEXMG: corpo in tiglio, manico in acero con costruzione neck-trough, tastiera in palissandro con raggio di curvatura variabile. Pickup EMG 81 al ponte e 85 al manico, dotata di floyd rose special (originale made in Korea).
-Jackson Kelly KEXTMG: come la precedente ma con ponte fisso Tone-Pros e corde passanti per il corpo.
-Jackson kelly JS32: modello economico della serie, corpo in tiglio con manico in acero e tastiera in palissandro a raggio di curvatura variabile. Dotato di pickup ceramici high-output Jackson e con ponte floyd rose Jackson licensed.
-Jackson Kelly JS32T: come la precedente ma con ponte fisso compensato e corde passanti per il corpo.